# گورمانیا (ویرجینیای غربی)
گورمانیا (به انگلیسی: Gormania) یک منطقهٔ مسکونی در ایالات متحده آمریکا است که در شهرستان گرنت، ویرجینیای غربی واقع شده‌است. گورمانیا ۷۱۱٫۱۱ متر بالاتر از سطح دریا واقع شده‌است.